# Кон, Павел Любимович
Па́вел Люби́мович Кон, Пауль де Конне (нем. Paul de Conne; 29 июля 1874, Петергоф — 1959, Вена) — российский пианист и композитор.

## Биография
Закончил Санкт-Петербургскую консерваторию, ученик Антона Рубинштейна. В 1911—1915 гг. вёл класс фортепиано в Венской консерватории — в это время у него занимались, в частности, Збигнев Джевецкий и Мария Бах. Автор ряда фортепианных пьес.
Был дружен с Сергеем Борткевичем, посвятившим ему Виолончельный и Третий фортепианный концерты.